# یواس‌اس تایوگا (۱۸۶۲)
یواس‌اس تایوگا (۱۸۶۲) (به انگلیسی: USS Tioga (1862)) یک کشتی بود که طول آن ۲۰۹ فوت (۶۴ متر) بود. این کشتی در سال ۱۸۶۲ ساخته شد.